# みえる
『みえる』は、テレビ朝日とABEMAで2020年10月29日から2021年9月30日まで放送されていたバラエティ番組である。

## 概要
2020年10月改編で新設されたバラエティ枠『ネオバズ』と新番組として開始。第1週から第3週はABEMAにて配信、第4週はテレビ朝日にて放送という形式をとる。まだ本放送前の2020年10月24日（土曜日）23:00 - 24:00には番組枠『ネオバズ』の告知を兼ねた第0回として『みえる“ネオバズ”スタートSP』を放送している。番組名のみでは検索しづらいことから推奨ハッシュタグは「#みえる大予想」としている。
2021年1月5日、ABEMAで傑作選を兼ねた特別番組を配信。
2021年9月30日、最終回。なお、佐々木久美は同年10月6日（水曜日）から始まる『ネオバズ』枠の新番組『2分59秒』にMCとして出演する。

## 内容
統計学者やマーケティングに強い人から占いを得意とする者まで、様々な分野の“みえるひと”たちに、番組から出される、放送から1週間以内に行われるスポーツ、芸能、時事などのお題に対し予想してもらう。「みえるひと」には事前に設問と基本情報を与えており、そこからどのような形で導きだすかは自由。また、放送で他者の回答を聞き自身の回答を変えても構わない。番組内では正解を「みえる」、不正解を「みえず」と表現する。
毎週3問出題され、翌週の冒頭で答え合わせを行う（「○○が発する言葉は?」といった文章系の問題では一言一句正確でなくても大筋が当たっているなどであれば東野の裁量で正解を判断する。第0話にて出題された『田中みな実が語る「プロフェッショナル」とは？』との問いに第1回冒頭の答え合わせの時、西野は不正解だったものの、東野の裁量で正解となった）。予想を的中させるごとにスタジオの席がMC席に向かって前進していき、累計10問「みえた」ひとには賞金100万円とABEMAでの冠番組を贈呈される。尚、スペシャルみえるアドバイザーの西野も予想に参加するが、10問的中の賞金・特典は発生しない。
2021年5月19日放送の予想（『ミュージックステーション』でハラミちゃんがピアノでメドレーで弾く曲は?）の問題で原田曜平が番組初の10問正解に到達となったが、東野の意見を参考に解答を変えた結果の的中という事もあり、原田本人から辞退の申し出を受け、この正解分に限りノーカウントという措置が取られた。その後、6月9日放送の予想でリベンジを果たし、100万円を獲得した。
番組オリジナルQUOカードを抽選でプレゼントする視聴者参加クイズも出題されるなど、クイズ番組の側面も持つ。
2020年11月18日配信分でLove Me Doが草彅剛の結婚を予想。草彅は同年12月30日に結婚を発表し、的中させたことで話題となった（番組上では「いい夫婦の日に結婚発表する著名人を予想」という設問だったため不正解扱い）。
2021年6月9日放送分では「翌週までにお笑い芸人どちらが円周率を暗記でき、その場合何桁言えたか」という番組独自の出題を出し、以降も独自の取材を基にした設問が増えている。

## 出演者

### MC
- 東野幸治
- 佐々木久美（日向坂46）[11]#44は日向坂46の広島コンサートで欠席[12]、#46は日向坂46の大阪コンサートのため、リモート出演。この回のみ回答者として出演。

代理MC
- 菅井友香(櫻坂46) #44に出演、日向坂46が広島でライブのため佐々木が出演できず、代理MCで出演[13][14][12]。

### スペシャルみえるアドバイザー
- 西野亮廣（キングコング）※ゲスト扱いで不在の場合もあり。2020年12月以降未出演。

### みえるひと
おもに下記のうち4名あるいは西野不在の時は5人が出演。(#2のみ6人が出演)
- 島田秀平 （手相占い）#0から出演
- 鳥越規央 （統計学）#0から出演
- 本仮屋リイナ （フリーアナウンサー・タロット占い）#0から出演[7]
- 出雲充（バイオベンチャー）#0から出演[7]
- 原田曜平（マーケティングアナリスト）#1から出演[7]
- Love Me Do（開運占星術）#1から出演[7]
- ムンロ王子（タロット占い）#2から出演
- ゆきぽよ（若者の心がみえるタレント）#2から出演
- 岩井勇気（ハライチ・バズらせ芸人）#2から出演
- パシンペロンはやぶさ（霊視、スピリチュアル芸人）#4から出演
- 屋敷裕政（ニューヨーク・お笑いショーレース決勝進出者）#4から出演
- 野呂佳代（芸能界の生き残り方がみえるタレント）#5から出演
- 徳井健太（平成ノブシコブシ・誰より本音がみえる「じゃない方」芸人）#6から出演[15]
- 弘中綾香（テレビ朝日アナウンサー）#6から出演[15]、#46ではMCの佐々木が大阪からリモート出演したため、代理MCを務める。
- 石田たくみ（カミナリ）#7から出演
- IMALU（お笑い怪獣の娘）#8から出演[16]
- シウマ（琉球風水・数意学）#8から出演[16]
- DJ KOO（元ネタライブホスト[注釈 1]）#8から出演[16]
- 平子祐希（アルコ＆ピース、愛妻家芸人）#10から出演
- 高橋みなみ（AKB48初代総監督）#14から出演
- 井口浩之（ウエストランド・イグチンランド見せちゃった芸人、みえるツイッターダービー優勝者[17]）#32から出演

## スタッフ
- ナレーター：渡辺瑠海 （テレビ朝日、#0-3）、大西洋平 （テレビ朝日、#4、#6）、野上慎平（テレビ朝日、#5）、柳下圭佑（テレビ朝日、#9-）
- 企画/監修：秋元康
- 構成：水野英昭、樅野太紀、谷口マサヒト、今田佑、早坂幸樹（樅野～今田→#2- ）
- TM：宮内大翼
- TD/SW：玉手康裕（CAMの回あり）、青山和広【週替り】
- CAM：土方希、石黒康一【週替り】
- VE：鈴木大作
- 音声：吉田有希
- 照明：江藤儀浩
- 美術/美術デザイン：森永牧子
- 美術進行：山本和記
- 大道具：小宮山博章
- ヘアメイク：川口カツラ店
- 美術協力：テレビ朝日クリエイト
- 音効：小田切暁、伏見直樹
- TK：小島美和子
- CG：小林宏嗣
- 編成：泉良樹
- 宣伝：白倉由紀子
- デスク：奥田利加子
- 技術協力：RAFT 、テイクシステムズ 、AbemaProduction（Abema→#2- ）
- 制作協力：U-FIELD
- AD：浜田志音、新田唯（新田→#2- ）
- AP：大田翔子
- ディレクター：新沢学（U-FIELD）、岩本浩一（レスポ）、地濃愛（U-FIELD）、牛窪真二（PLATFORM）
- 演出：小杉賢
- プロデューサー：寿崎和臣、名田圭佑、上原敏明、杉本美幸、鈴木麻美
- ゼネラルプロデューサー：寺田伸也
- 制作著作：テレビ朝日、ABEMA

過去のスタッフ
- 構成：谷口恵美、渡部祐輝、鈴木遼（全員→#1のみ）